# Red Callender

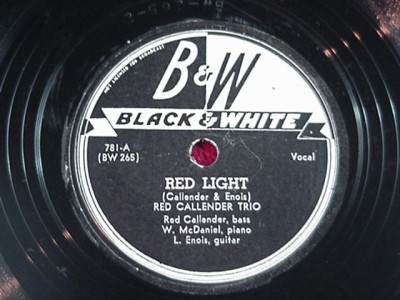
78er von Black & White Records des Red Callender Trios mit Willard McDaniel und Leonard „Lucky“ Enois: „Red Light“ / „Be Happy Pappy“

George Sylvester „Red“ Callender (* 8. März 1916 in Haynesville, Virginia; † 8. März 1992 in Saugus, Kalifornien) war ein US-amerikanischer Jazzbassist (Kontrabass und Tuba).

## Leben und Wirken
Callender ging in New Jersey zur Schule und übernahm mit 17 Jahren einen Tourneejob in einer Band. Anschließend ließ er sich an der Westküste nieder. Dort spielte er mit Buck Clayton (1936), Louis Armstrong (1937/1938), Lester Young (von 1941 bis 1943, z. T. auch mit Nat King Cole), einem eigenen Trio (von 1944 bis 1946) und Erroll Garner (1946/47). 1946 nahm er mit seinem Trio aus Willard McDaniel (p) und Leonard „Lucky“ Enois (g) für Black & White Records auf („Red Light“). 1945/46 wirkte er an Lester Youngs Aufnahmen für Aladdin mit (The Complete Aladdin Recordings of Lester Young). Er wirkte in dem Film New Orleans neben Armstrong mit (sowie im Film Jammin’ the Blues 1944 u. a. neben Lester Young und Sweets Edison) und jammte mit Charlie Parker, auf dessen Dial-Sessions im Februar 1947 er mitspielt. Anschließend spielte er bei Johnny Otis und Cee Pee Johnson, bevor er in Honolulu (1947–1950) und in San Francisco mit einer eigenen Band arbeitete. Nachdem er bis 1953 bei Red Norvo und Jerry Fielding tätig gewesen war, ließ er sich in Los Angeles nieder, wo er Mitarbeiter des NBC-Fernsehens wurde. Daneben hat er für kleine Schallplattenfirmen Platten produziert.
1955 und 1956 hat er mit Art Tatum dessen letzte Plattensessions eingespielt (The Tatum Group Masterpieces Vol. 5 und Vol. 6). Er trat 1962 bis 1964 auf dem Monterey Jazz Festival auf. Als begehrter Sessionmusiker wirkte er auf Alben von Frank Sinatra und von Ry Cooder mit. Callender wurde der gefragteste Tubaspieler Hollywoods: Bei Stan Kenton (1965), Thelonious Monk, Charles Mingus (Mingus at Monterey, 1964), im Pan Afrikan Peoples Arkestra, bei James Newton (Anfang der 1980er Jahre) oder Stevie Wonder setzte er dieses Instrument ein. Der in Timing und Melodieführung von Jimmy Blanton beeinflusste Callender spielte ein akzentuiertes Pizzicato. Callenders Spiel hat seinen Schüler und Freund Charles Mingus auf dem Kontrabass nachhaltig beeinflusst.